# Українці Туреччини
Українці Туреччини (тур. Ukraynalılar Türkiye'de) — особи української національності, що проживають на території Туреччини. Задля збереження рідної мови та культури створено громадські організації, що співпрацюють з Посольством України в Туреччині.

## Історія
Початок стосунків українців з Туреччиною сягають Середньовіччя. З середини XV ст., коли утворилася Османська імперія, панівною частиною якою були турки-османи, почалася проводитися активна загарбницька політика слов'янських народів. Водночас почалися масштабні напади на українські землі, що тоді перебували у складі Великого князівства Литовського, згодом Речі Посполитої. Захоплені у полон вояки та перетворені на рабів селяни та містяни українських міст стали одними з перших, хто потрапив (хоча й насильно) на територію сучасної Туреччини, насамперед у великі міста. Найвідомішими стали Роксолана, Турхан Хадіджа та Марія Шехсувар Султан, що стали впливовими дружинами османських султанів, а їх діти — султани Селім II, Мегмед IV і Осман III відповідно — були напівукраїнцями.
З цього моменту українці, що потрапляли до Туреччини, були або полоненими або політичними мігрантами. Частина останніх оселилася після поразки Івана Мазепи, потім Пилипа Орлика у війні з Російською імперією. Надалі цей процес на сторіччя припинився. Нова невеличка хвиля мігрантів відбулася після поразки Українських визвольних змагань 1918—1920 років. В цей час в українській громаді відбувалися постійні сутички з російською антибільшовицькою (монархічною) громадою, яких було більшість. З 1920-х років основу складали військовики УНР та їх родичі. Відомою активісткою діаспори того часу була Катерина Забілло.
Найзначуща хвиля української міграції до Туреччини почалася з розпадом Радянського Союзу та постанням незалежної України. Значну частину з них становлять жінки, що вийшли заміж за громадян Туреччини, а також фахівці, які тут працюють, деякий відсоток складають спортсмени (переважно плавці та легкоатлети).
За експертними оцінками, що базуються на даних мобільних операторів, у Туреччині налічується приблизно 35 тисяч українців, які мешкають або тимчасово перебувають на її території. За підрахунками Посольства України, ця цифра становить 25-30 тисяч. За даними Міграційної служби Туреччини за 2016 рік, 1 023 807 громадян України в'їхало до Туреччини, при цьому виїхало — 1 019 716, тобто тільки за 2016 рік українська діаспора в Туреччині збільшилася на 4091 особу.
За географічним розподілом, більшість українців мешкає у Стамбулі — 4841 осіб з посвідкою на проживання (станом на лютий 2017 року). Друге улюблене місце українців — це Анталія. Там мешкає 2633 громадянина України. На третьому місці, — Бурса, з 1027 українцями. Слідом за цим йдуть Анкара — 707, Ізмір — 588, Мугла — 486, Коджаелі — 193, Айдин — 138, Мерсін — 114, Адана — 110. В інших містах Туреччини кількість українських громадян не перевищує сотні.
Складність підрахунку українців в Туреччині полягає в тому, що крім тих, хто має офіційну посвідку на проживання, є багато наших громадян, які також отримали громадянство Туреччини. За оцінками Посольства України кількість таких громадян може сягати 25 тисяч. Ще один фактор, який не дозволяє говорити про точні дані, — громадяни, які в'їхали на територію Туреччини легальним шляхом, але залишилися вже на нелегальних підставах. Найбільші та найпотужні громади сформовано в Стамбулі, Антальї та Анкарі.
Після початку у 2014 році Російської агресії в Криму та на Донбасі активізувалася робота та об'єднання українців при підтримці Посольства України. Водночас налагоджено співпрацю з кримськотатарською громадою в Туреччині.
Після початку повномасштабного вторгнення кількість українців в Туреччині зросла. Українці входять в топ-10 (останнє, 10-те місце) громадян іноземного походження, що мають дозвіл на проживання в Туреччині. Станом на кінець грудня 2023 року кількість громадян України в Туреччині становила 36 982 осіб.

## Організації
Тривалий час організованої діаспори в Туреччині не було, існували розпорошені групи за інтересами. За сприяння Посольства України в Турецькій Республіці та Генерального консульства України в Стамбулі у травні 2008 року було створено Українське культурне товариство в Стамбулі, а в червні 2009 року — організацію «Українська родина» в Анталії.
У 2017 році зорганізовано Українську спілку в Анкарі та Українське товариство взаємодопомоги в Стамбулі.
17 червня 2020 року зареєстровано організацію «Українці Егейського регіону» з центром в Бодрумі на чолі з Діаною Осипенко. 23—26 Серпня 2020 року організація із успіхом провела виставку робіт 14 українських художниць, які проживають в Туреччині. Цю урочисту подію відвідали почесні гості: надзвичайний і повноважний посол України в Анкарі Андрій Сибіга із дружиною Тетяною. Генконсул України в Стамбулі Олександр Гаман з дружиною Іриною та сином, голова ГО «Об’єднання українців в Ізмірі» Олена Озбек, заступник мера міста Бодрум Емель Чакалоулу, а також представники мерії м. Бодрум ЕліфТузлакоулу та Серкан Джейлан. Витвори образотворчого мистецтва, традиційний український коровай, створені власноруч художні шедеври на полотні, перерізання червоної стрічки, шанування українських традицій та дружня атмосфера об’єнднала всіх присутніх на відкритті виставки 23 серпня 2020.
Станом на 2020 рік на території Туреччини зареєстровано 15 організацій української культури в таких містах як Аланія, Анкара, Анталія, Бурса, Бодрум, Кушадаси, Мугла, Ізмір, Самсун та Стамбул. До того ж, у Стамбулі існує Церква Святого Миколая, що обслуговує українську громаду міста.
8 квітня 2017 року в м. Анкара в приміщенні Посольства України в Турецькій Республіці (ТР) відбувся з'їзд представників українських громад Туреччини, на якому було створено Координаційну раду українських громад при Посольстві України в Турецькій Республіці.
| Місто в Туреччині | Назва українською мовою                    | Назва турецькою мовою               | Голова товариства     |
| ----------------- | ------------------------------------------ | ----------------------------------- | --------------------- |
| Анкара            | Українська спілка                          | Ukrayna Derneği                     | Юлія Білецька         |
| Аланія            | Українська Аланія — Асоціація солідарності | Ukrayna Alanya Dayanişma Derneği    | Іван Ткаченко         |
| Анталія           | Українська родина                          | Ukrayna Ailesi Derneği              | Вікторія Михайлова    |
| Анталія           | Українське культурно-мистецьке об'єднання  | Ukrayna Kültür ve Sanat Derneği     | Олеся Мерджан         |
| Анталія           | Середземноморське об'єднання українців     | Akdeniz Ukraynalılar Derneği        | Наталія Караджа       |
| Бурса             | Товариство українців в Бурсі               | Bursa Ukraynalılar Derneği          | Вікторія Бородавченко |
| Бодрум            | Українці Егейського регіону                | Ege Ukraynalılar derneği            | Діана Осипенко        |
| Ізмір             | Українська спілка солідарності в Ізмірі    | Izmir Ukrayna Dayanışma Derneği     | Світлана Еральп       |
| Ізмір             | Об'єднання українців Ізміра                | Izmir Ukraynalılar Derneği          | Олена Озбек           |
| Кушадаси          | Українська культурна спілка Кушадаси       | Kuşadası Ukrayna Kültür Derneği     | Світлана Потапенко    |
| Мугла             | Спілка української культури і солідарності | Ukrayna Kültür ve Dayanışma Derneği | Олена Топчу           |
| Стамбул           | Українське культурне товариство            | Ukrayna Kültür Derneği              | Мунавара Усенова      |
| Стамбул           | Українське товариство взаємодопомоги       | Ukrayna Dayanışma Derneği           | Володимир Левицький   |
| Самсун            | Чорноморська асоціація українців           | Karadeniz Ukraynalılar Derneği      | Людмила Шимко         |

## Освітні заклади
В Туреччині також діють освітні заклади, які допомагають дітям та дорослим опанувати українську мову та пізнати краще рідну культуру.
При Українському культурному товаристві функціонує Міжнародний ліцей ім. Т.Шевченка, де навчаються як українці, так і представники інших національностей, які виявили бажання отримати український документ про освіту державного зразка. Навчальний процес у ліцеї проходить за державними програмами українських загальноосвітніх шкіл. Велика увага в ліцеї приділяється вивченню української мови та літератури, а також історії України.
В Анкарі та Анталії відкрито суботні школи під егідою місцевих товариств, де дітей навчають української мови та літератури, культури, традицій, історії України, образотворчому мистецтву, народному танцю, музиці. Також найближчим часом суботні школи планується відкрити в Мармарисі, Ізмірі і Кушадаси.
Українську мова як іноземну викладають в Українській спілці в Анкарі.
В Стамбульському університеті на кафедрі слов'янських мов відкрито спеціальність «українська мова та література».